# Att välja glädje
Att välja glädje (2009) är filmregissören, författaren och föreläsaren Kay Pollaks andra bok. Uppföljaren till Att växa genom möten handlar om att växa och utvecklas som människa.
I boken redogör Kay Pollak för hur han tycker man kan leva ett lyckligare liv fyllt av närvaro och kraft. Han redogör även för hur man i möten med andra kan lära sig mer om sig själv och hur man blir mästare över sitt eget liv. Pollak menar att genom ökad självkännedom och rationellt tänkande kan man ändra sin emotionella respons och att om man lär sig att tänka mer rationellt, positivt och förstående så kommer känslorna att börja spegla detta.
Kay Pollak anser också att känslorna man väljer att uttrycka är ett val som man själv gör. Det krävs dock stor självinsikt för att se detta, skriver författaren. 
Boken Att välja glädje vill ge bland annat kunskap i:
- Hur man stärker sin självkänsla
- Hur man kan skapa bättre möten med andra människor
- Hur man kan förändra dåliga relationer
- Hur man kan ändra negativa tankar som hindrar sig själv att uppnå saker i livet.

Dessutom så ger Kay Pollak råd om hur man enligt honom uppnår större balans och närvaro i livet samt känner sig friare.